# Tour of Guangxi
Tour of Guangxi – wieloetapowy wyścig kolarski rozgrywany w Regionie Autonomicznym Kuangsi-Czuang w Chinach. Od momentu powstania jest on częścią cyklu najważniejszych zawodów kolarskich – UCI World Tour i posiada kategorię 2.UWT. Pierwsza edycja miała miejsce w 2017.

## Zwycięzcy
Opracowano na podstawie:
| Rok  | Pierwsze            | Drugie                 | Trzecie             |          |
| ---- | ------------------- | ---------------------- | ------------------- | -------- |
| 2017 | Tim Wellens         | Bauke Mollema          | Nicolas Roche       |          |
| 2018 | Gianni Moscon       | Felix Großschartner    | Siergiej Czerniecki |          |
| 2019 | Enric Mas           | Daniel Felipe Martínez | Diego Rosa          |          |
| 2020 | odwołany            | odwołany               | odwołany            | odwołany |
| 2021 | odwołany            | odwołany               | odwołany            | odwołany |
| 2022 | odwołany            | odwołany               | odwołany            | odwołany |
| 2023 | Milan Vader         | Rémy Rochas            | Ethan Hayter        |          |
| 2024 | Lennert Van Eetvelt | Oscar Onley            | Alex Baudin         |          |